# Ilkka Remes
Ilkka Remes (Lahti, 29 juli 1963) is een voormalig profvoetballer uit Finland, die speelde als verdediger gedurende zijn carrière. Hij beëindigde zijn actieve loopbaan in 1993 bij de Finse club Kuusysi Lahti, waarmee hij vijf keer de Finse landstitel won.

## Interlandcarrière
Remes kwam in totaal 34 keer (één doelpunt) uit voor de nationale ploeg van Finland. Onder leiding van bondscoach Martti Kuusela maakte hij zijn debuut op 20 februari 1982 in de vriendschappelijke thuiswedstrijd tegen Zweden (2-2) in Lahti, net als Mikael Granskog (IFK Norrköping) en Jari Parikka (HJK Helsinki).

## Erelijst
Kuusysi Lahti
- Fins landskampioen

1982, 1984, 1986, 1989, 1991
- Beker van Finland

1983, 1987